# Brantgrävare
Brantgrävare (Dyschirius laeviusculus) är en skalbaggsart som beskrevs av Jules Putzeys 1846. Brantgrävare ingår i släktet Dyschirius, och familjen jordlöpare. Enligt den svenska rödlistan är arten starkt hotad i Sverige. Arten förekommer i Götaland. Artens livsmiljö är havsstränder, våtmarker, stadsmiljö.